# Primetime Emmy al millor actor secundari en sèrie còmica
El Primetime Emmy al millor actor secundari en sèrie còmica (en anglès Primetime Emmy Award for Outstanding Supporting Actor in a Comedy Series) és el Premi Emmy que s'atorga anualment a la millor actuació masculina de repartiment en una sèrie còmica de televisió.

## Guanyadors i nominats
A partir de la dècada del 1980, el guanyador de cada any es mostra sobre fons groc:

### Dècada del 1950
| Any  | Actor       | Programa                | Personatge |
| ---- | ----------- | ----------------------- | ---------- |
| 1954 | Art Carney  | The Jackie Gleason Show | Ed Norton  |
| 1955 | Art Carney  | The Jackie Gleason Show | Ed Norton  |
| 1956 | Art Carney  | The Honeymooners        | Ed Norton  |
| 1957 | Carl Reiner | Caesar's Hour           |            |
| 1958 | Carl Reiner | Caesar's Hour           |            |
| 1959 | Tom Poston  | The Steve Allen Show    |            |

### Dècada del 1960
| Any  | Actor                | Programa               | Personatge    |
| ---- | -------------------- | ---------------------- | ------------- |
| 1960 | No hi va haver premi |                        |               |
| 1961 | Don Knotts           | The Andy Griffith Show | Barney Fife   |
| 1962 | Don Knotts           | The Andy Griffith Show | Barney Fife   |
| 1963 | Don Knotts           | The Andy Griffith Show | Barney Fife   |
| 1964 | No hi va haver premi |                        |               |
| 1965 | No hi va haver premi |                        |               |
| 1966 | Don Knotts           | The Andy Griffith Show | Barney Fife   |
| 1967 | Don Knotts           | The Andy Griffith Show | Barney Fife   |
| 1968 | Werner Klemperer     | Hogan's Heroes         | Coronel Klink |
| 1969 | Werner Klemperer     | Hogan's Heroes         | Coronel Klink |

### Dècada del 1970
| Any  | Actor               | Programa                  | Personatge                |
| ---- | ------------------- | ------------------------- | ------------------------- |
| 1970 | Michael Constantine | Room 222                  | Principal Seymour Kaufman |
| 1971 | Ed Asner            | The Mary Tyler Moore Show | Lou Grant                 |
| 1972 | Ed Asner            | The Mary Tyler Moore Show | Lou Grant                 |
| 1973 | Ted Knight          | The Mary Tyler Moore Show | Ted Baxter                |
| 1974 | Rob Reiner          | All in the Family         | Mike Stivic               |
| 1975 | Ed Asner            | The Mary Tyler Moore Show | Lou Grant                 |
| 1976 | Ted Knight          | The Mary Tyler Moore Show | Ted Baxter                |
| 1977 | Gary Burghoff       | M*A*S*H                   | "Radar" O'Reilly          |
| 1978 | Rob Reiner          | All in the Family         | Mike Stivic               |
| 1979 | Robert Guillaume    | Soap                      | Benson DuBois             |

### Dècada del 1980
| Any                  | Actor               | Programa                            | Personatge | Cadena |
| -------------------- | ------------------- | ----------------------------------- | ---------- | ------ |
| 1979-1980            |                     |                                     |            |        |
| Harry Morgan         | M*A*S*H             | Coronel Sherman Potter              | CBS        |        |
| Mike Farrell         | M*A*S*H             | Capità BJ Hunnicutt                 | CBS        |        |
| Max Gail             | Barney Miller       | Detectiu Stan "Wojo" Wojciehowicz   | ABC        |        |
| Howard Hesseman      | WKRP in Cincinnati  | Dr. Johnny Fever                    | CBS        |        |
| Steve Landesberg     | Barney Miller       | Arthur P. Deitrich                  | ABC        |        |
| 1980-1981            |                     |                                     |            |        |
| Danny DeVito         | Taxi                | Louie De Palma                      | ABC        |        |
| Howard Hesseman      | WKRP in Cincinnati  | Dr. Johnny Fever                    | CBS        |        |
| Steve Landesberg     | Barney Miller       | Arthur P. Deitrich                  | ABC        |        |
| Harry Morgan         | M*A*S*H             | Coronel Sherman Potter              | CBS        |        |
| David Ogden Stiers   | M*A*S*H             | Maj. Charles Emerson Winchester III | CBS        |        |
| 1981-1982            |                     |                                     |            |        |
| Christopher Lloyd    | Taxi                | Reverend Jim Ignatowski             | ABC        |        |
| Danny DeVito         | Taxi                | Louie De Palma                      | ABC        |        |
| Ron Glass            | Barney Miller       | Detectiu Ron Harris                 | ABC        |        |
| Steve Landesberg     | Barney Miller       | Arthur P. Deitrich                  | ABC        |        |
| Harry Morgan         | M*A*S*H             | Coronel Sherman Potter              | CBS        |        |
| David Ogden Stiers   | M*A*S*H             | Maj. Charles Emerson Winchester III | CBS        |        |
| 1982-1983            |                     |                                     |            |        |
| Christopher Lloyd    | Taxi                | Reverend Jim Ignatowski             | NBC        |        |
| Nicholas Colasanto   | Cheers              | Entrenador Ernie Pantusso           | NBC        |        |
| Danny DeVito         | Taxi                | Louie De Palma                      | NBC        |        |
| Harry Morgan         | M*A*S*H             | Coronel Sherman Potter              | CBS        |        |
| Eddie Murphy         | Saturday Night Live | Diversos personatges                | NBC        |        |
| 1983-1984            |                     |                                     |            |        |
| Pat Harrington, Jr.  | One Day at a Time   | Dwayne Schneider                    | CBS        |        |
| Rene Auberjonois     | Benson              | Clayton Endicott III                | ABC        |        |
| Nicholas Colasanto   | Cheers              | Entrenador Ernie Pantusso           | NBC        |        |
| Tom Poston           | Newhart             | George Utley                        | CBS        |        |
| George Wendt         | Cheers              | Norm Peterson                       | NBC        |        |
| 1984-1985            |                     |                                     |            |        |
| John Larroquette     | Night Court         | Dan Fielding                        | NBC        |        |
| Nicholas Colasanto   | Cheers              | Entrenador Ernie Pantusso           | NBC        |        |
| Michael J. Fox       | Family Ties         | Alex P. Keaton                      | NBC        |        |
| John Ratzenberger    | Cheers              | Cliff Clavin                        | NBC        |        |
| George Wendt         | Cheers              | Norm Peterson                       | NBC        |        |
| 1985-1986            |                     |                                     |            |        |
| John Larroquette     | Night Court         | Dan Fielding                        | NBC        |        |
| Tom Poston           | Newhart             | George Utley                        | CBS        |        |
| John Ratzenberger    | Cheers              | Cliff Clavin                        | NBC        |        |
| Malcolm-Jamal Warner | The Cosby Show      | Theo Huxtable                       | NBC        |        |
| George Wendt         | Cheers              | Norm Peterson                       | NBC        |        |
| 1986-1987            |                     |                                     |            |        |
| John Larroquette     | Night Court         | Dan Fielding                        | NBC        |        |
| Woody Harrelson      | Cheers              | Woody Boyd                          | NBC        |        |
| Tom Poston           | Newhart             | George Utley                        | CBS        |        |
| Peter Scolari        | Newhart             | Michael Harris                      | CBS        |        |
| George Wendt         | Cheers              | Norm Peterson                       | NBC        |        |
| 1987-1988            |                     |                                     |            |        |
| John Larroquette     | Night Court         | Dan Fielding                        | NBC        |        |
| Kelsey Grammer       | Cheers              | Frasier Crane                       | NBC        |        |
| Woody Harrelson      | Cheers              | Woody Boyd                          | NBC        |        |
| Peter Scolari        | Newhart             | Michael Harris                      | CBS        |        |
| George Wendt         | Cheers              | Norm Peterson                       | NBC        |        |
| 1988-1989            |                     |                                     |            |        |
| Woody Harrelson      | Cheers              | Woody Boyd                          | NBC        |        |
| Joe Regalbuto        | Murphy Brown        | Frank Fontana                       | CBS        |        |
| Peter Scolari        | Newhart             | Michael Harris                      | CBS        |        |
| Meshach Taylor       | Designing Women     | Anthony Bouvier                     | CBS        |        |
| George Wendt         | Cheers              | Norm Peterson                       | NBC        |        |

### Dècada del 1990
| Any               | Actor                   | Programa        | Personatge | Cadena |
| ----------------- | ----------------------- | --------------- | ---------- | ------ |
| 1989-1990         |                         |                 |            |        |
| Alex Rocco        | The Famous Teddy Z      | Al Floss        | CBS        |        |
| Kelsey Grammer    | Cheers                  | Frasier Crane   | NBC        |        |
| Woody Harrelson   | Cheers                  | Woody Boyd      | NBC        |        |
| Charles Kimbrough | Murphy Brown            | Jim Dial        | CBS        |        |
| Jerry Van Dyke    | Coach                   | Luther Van Dam  | ABC        |        |
| 1990-1991         |                         |                 |            |        |
| Jonathan Winters  | Davis Rules             | Gunny Davis     | CBS        |        |
| Charles Durning   | Evening Shade           | Herlan Eldridge | CBS        |        |
| Woody Harrelson   | Cheers                  | Woody Boyd      | NBC        |        |
| Michael Jeter     | Evening Shade           | Herman Stiles   | CBS        |        |
| Jerry Van Dyke    | Coach                   | Luther Van Dam  | ABC        |        |
| 1991-1992         |                         |                 |            |        |
| Michael Jeter     | Evening Shade           | Herman Stiles   | CBS        |        |
| Jason Alexander   | Seinfeld                | George Costanza | NBC        |        |
| Charles Durning   | Evening Shade           | Herlan Eldridge | CBS        |        |
| Harvey Fierstein  | Cheers                  | Mark Newberger  | NBC        |        |
| Jay Thomas        | Murphy Brown            | Jerry Gold      | CBS        |        |
| Jerry Van Dyke    | Coach                   | Luther Van Dam  | ABC        |        |
| 1992-1993         |                         |                 |            |        |
| Michael Richards  | Seinfeld                | Cosmo Kramer    | NBC        |        |
| Jason Alexander   | Seinfeld                | George Costanza | NBC        |        |
| Michael Jeter     | Evening Shade           | Herman Stiles   | CBS        |        |
| Jeffrey Tambor    | The Larry Sanders Show  | Hank Kingsley   | HBO        |        |
| Rip Torn          | The Larry Sanders Show  | Artie           | HBO        |        |
| 1993-1994         |                         |                 |            |        |
| Michael Richards  | Seinfeld                | Cosmo Kramer    | NBC        |        |
| Jason Alexander   | Seinfeld                | George Costanza | NBC        |        |
| David Hyde Pierce | Frasier                 | Dr. Niles Crane | NBC        |        |
| Rip Torn          | The Larry Sanders Show  | Artie           | HBO        |        |
| Jerry Van Dyke    | Coach                   | Luther Van Dam  | ABC        |        |
| 1994-1995         |                         |                 |            |        |
| David Hyde Pierce | Frasier                 | Dr. Niles Crane | NBC        |        |
| Jason Alexander   | Seinfeld                | George Costanza | NBC        |        |
| Michael Richards  | Seinfeld                | Cosmo Kramer    | NBC        |        |
| David Schwimmer   | Friends                 | Ross Geller     | NBC        |        |
| Rip Torn          | The Larry Sanders Show  | Artie           | HBO        |        |
| 1995-1996         |                         |                 |            |        |
| Rip Torn          | The Larry Sanders Show  | Artie           | HBO        |        |
| Jason Alexander   | Seinfeld                | George Costanza | NBC        |        |
| David Hyde Pierce | Frasier                 | Dr. Niles Crane | NBC        |        |
| Michael Richards  | Seinfeld                | Cosmo Kramer    | NBC        |        |
| Jeffrey Tambor    | The Larry Sanders Show  | Hank Kingsley   | HBO        |        |
| 1996-1997         |                         |                 |            |        |
| Michael Richards  | Seinfeld                | Cosmo Kramer    | NBC        |        |
| Jason Alexander   | Seinfeld                | George Costanza | NBC        |        |
| David Hyde Pierce | Frasier                 | Dr. Niles Crane | NBC        |        |
| Jeffrey Tambor    | The Larry Sanders Show  | Hank Kingsley   | HBO        |        |
| Rip Torn          | The Larry Sanders Show  | Artie           | HBO        |        |
| 1997-1998         |                         |                 |            |        |
| David Hyde Pierce | Frasier                 | Dr. Niles Crane | NBC        |        |
| Jason Alexander   | Seinfeld                | George Costanza | NBC        |        |
| Phil Hartman      | NewsRadio               | Bill McNeal     | NBC        |        |
| Jeffrey Tambor    | The Larry Sanders Show  | Hank Kingsley   | HBO        |        |
| Rip Torn          | The Larry Sanders Show  | Artie           | HBO        |        |
| 1998-1999         |                         |                 |            |        |
| David Hyde Pierce | Frasier                 | Dr. Niles Crane | NBC        |        |
| Peter Boyle       | Everybody Loves Raymond | Frank Barone    | CBS        |        |
| Peter MacNicol    | Ally McBeal             | John Cage       | Fox        |        |
| John Mahoney      | Frasier                 | Martin Crane    | NBC        |        |
| David Spade       | Just Shoot Me!          | Dennis Finch    | NBC        |        |

### Dècada del 2000
| Any                 | Actor                   | Programa                   | Personatge | Cadena |
| ------------------- | ----------------------- | -------------------------- | ---------- | ------ |
| 1999-2000           |                         |                            |            |        |
| Sean Hayes          | Will & Grace            | Jack McFarland             | NBC        |        |
| Peter Boyle         | Everybody Loves Raymond | Frank Barone               | CBS        |        |
| Brad Garrett        | Everybody Loves Raymond | Robert Barone              | CBS        |        |
| Peter MacNicol      | Ally McBeal             | John Cage                  | Fox        |        |
| David Hyde Pierce   | Frasier                 | Dr. Niles Crane            | NBC        |        |
| 2000-2001           |                         |                            |            |        |
| Peter MacNicol      | Ally McBeal             | John Cage                  | Fox        |        |
| Peter Boyle         | Everybody Loves Raymond | Frank Barone               | CBS        |        |
| Robert Downey, Jr.  | Ally McBeal             | Larry Paul                 | Fox        |        |
| Sean Hayes          | Will & Grace            | Jack McFarland             | NBC        |        |
| David Hyde Pierce   | Frasier                 | Dr. Niles Crane            | NBC        |        |
| 2001-2002           |                         |                            |            |        |
| Brad Garrett        | Everybody Loves Raymond | Robert Barone              | CBS        |        |
| Peter Boyle         | Everybody Loves Raymond | Frank Barone               | CBS        |        |
| Bryan Cranston      | Malcolm in the Middle   | Hal                        | Fox        |        |
| Sean Hayes          | Will & Grace            | Jack McFarland             | NBC        |        |
| David Hyde Pierce   | Frasier                 | Dr. Niles Crane            | NBC        |        |
| 2002-2003           |                         |                            |            |        |
| Brad Garrett        | Everybody Loves Raymond | Robert Barone              | CBS        |        |
| Peter Boyle         | Everybody Loves Raymond | Frank Barone               | CBS        |        |
| Bryan Cranston      | Malcolm in the Middle   | Hal                        | Fox        |        |
| Sean Hayes          | Will & Grace            | Jack McFarland             | NBC        |        |
| John Mahoney        | Frasier                 | Martin Crane               | NBC        |        |
| David Hyde Pierce   | Frasier                 | Dr. Niles Crane            | NBC        |        |
| 2003-2004           |                         |                            |            |        |
| David Hyde Pierce   | Frasier                 | Dr. Niles Crane            | NBC        |        |
| Peter Boyle         | Everybody Loves Raymond | Frank Barone               | CBS        |        |
| Brad Garrett        | Everybody Loves Raymond | Robert Barone              | CBS        |        |
| Sean Hayes          | Will & Grace            | Jack McFarland             | NBC        |        |
| Jeffrey Tambor      | Arrested Development    | George i Oscar Bluth       | Fox        |        |
| 2004-2005           |                         |                            |            |        |
| Brad Garrett        | Everybody Loves Raymond | Robert Barone              | CBS        |        |
| Peter Boyle         | Everybody Loves Raymond | Frank Barone               | CBS        |        |
| Sean Hayes          | Will & Grace            | Jack McFarland             | NBC        |        |
| Jeremy Piven        | Entourage               | Ari Gold                   | HBO        |        |
| Jeffrey Tambor      | Arrested Development    | George i Oscar Bluth       | Fox        |        |
| 2005-2006           |                         |                            |            |        |
| Jeremy Piven        | Entourage               | Ari Gold                   | HBO        |        |
| Will Arnett         | Arrested Development    | George "G.O.B." Bluth, Jr. | Fox        |        |
| Bryan Cranston      | Malcolm in the Middle   | Hal                        | Fox        |        |
| Jon Cryer           | Two and a Half Men      | Dr. Alan Harper            | CBS        |        |
| Sean Hayes          | Will & Grace            | Jack McFarland             | NBC        |        |
| 2006-2007           |                         |                            |            |        |
| Jeremy Piven        | Entourage               | Ari Gold                   | HBO        |        |
| Jon Cryer           | Two and a Half Men      | Dr. Alan Harper            | CBS        |        |
| Kevin Dillon        | Entourage               | Johnny "Drama" Chase       | HBO        |        |
| Neil Patrick Harris | How I Met Your Mother   | Barney Stinson             | CBS        |        |
| Rainn Wilson        | The Office              | Dwight Schrute             | NBC        |        |
| 2007-2008           |                         |                            |            |        |
| Jeremy Piven        | Entourage               | Ari Gold                   | HBO        |        |
| Jon Cryer           | Two and a Half Men      | Dr. Alan Harper            | CBS        |        |
| Kevin Dillon        | Entourage               | Johnny "Drama" Chase       | HBO        |        |
| Neil Patrick Harris | How I Met Your Mother   | Barney Stinson             | CBS        |        |
| Rainn Wilson        | The Office              | Dwight Schrute             | NBC        |        |
| 2008-2009           |                         |                            |            |        |
| Jon Cryer           | Two and a Half Men      | Dr. Alan Harper            | CBS        |        |
| Kevin Dillon        | Entourage               | Johnny "Drama" Chase       | HBO        |        |
| Neil Patrick Harris | How I Met Your Mother   | Barney Stinson             | CBS        |        |
| Jack McBrayer       | 30 Rock                 | Kenneth Parcell            | NBC        |        |
| Tracy Morgan        | 30 Rock                 | Tracy Jordan               | NBC        |        |
| Rainn Wilson        | The Office              | Dwight Schrute             | NBC        |        |

### Dècada del 2010
| Any                  | Actor                 | Programa             | Personatge | Cadena |
| -------------------- | --------------------- | -------------------- | ---------- | ------ |
| 2009-2010            |                       |                      |            |        |
| Eric Stonestreet     | Modern Family         | Cameron Tucker       | ABC        |        |
| Ty Burrell           | Modern Family         | Phil Dunphy          | ABC        |        |
| Chris Colfer         | Glee                  | Kurt Hummel          | Fox        |        |
| Jon Cryer            | Two and a Half Men    | Dr. Alan Harper      | CBS        |        |
| Jesse Tyler Ferguson | Modern Family         | Mitchell Pritchett   | ABC        |        |
| Neil Patrick Harris  | How I Met Your Mother | Barney Stinson       | CBS        |        |
| 2010-2011            |                       |                      |            |        |
| Ty Burrell           | Modern Family         | Phil Dunphy          | ABC        |        |
| Chris Colfer         | Glee                  | Kurt Hummel          | Fox        |        |
| Jon Cryer            | Two and a Half Men    | Dr. Alan Harper      | CBS        |        |
| Jesse Tyler Ferguson | Modern Family         | Mitchell Pritchett   | ABC        |        |
| Ed O'Neill           | Modern Family         | Jay Pritchett        | ABC        |        |
| Eric Stonestreet     | Modern Family         | Cameron Tucker       | ABC        |        |
| 2011-2012            |                       |                      |            |        |
| Eric Stonestreet     | Modern Family         | Cameron Tucker       | ABC        |        |
| Ty Burrell           | Modern Family         | Phil Dunphy          | ABC        |        |
| Jesse Tyler Ferguson | Modern Family         | Mitchell Pritchett   | ABC        |        |
| Max Greenfield       | New Girl              | Schmidt              | FOX        |        |
| Bill Hader           | Saturday Night Live   | Diversos personatges | NBC        |        |
| Ed O'Neill           | Modern Family         | Jay Pritchett        | ABC        |        |
| 2012-2013            |                       |                      |            |        |
| Tony Hale            | Veep                  | Gary Walsh           | HBO        |        |
| Ty Burrell           | Modern Family         | Phil Dunphy          | ABC        |        |
| Adam Driver          | Girls                 | Adam Sackler         | HBO        |        |
| Jesse Tyler Ferguson | Modern Family         | Mitchell Pritchett   | ABC        |        |
| Bill Hader           | Saturday Night Live   | Diversos personatges | NBC        |        |
| Ed O'Neill           | Modern Family         | Jay Pritchett        | ABC        |        |